# Candelabrum capensis
Candelabrum capensis is een hydroïdpoliep uit de familie Candelabridae. De poliep komt uit het geslacht Candelabrum. Candelabrum capensis werd in 1940 voor het eerst wetenschappelijk beschreven door Manton. 